# Genezarethkirche (Unterschleißheim)

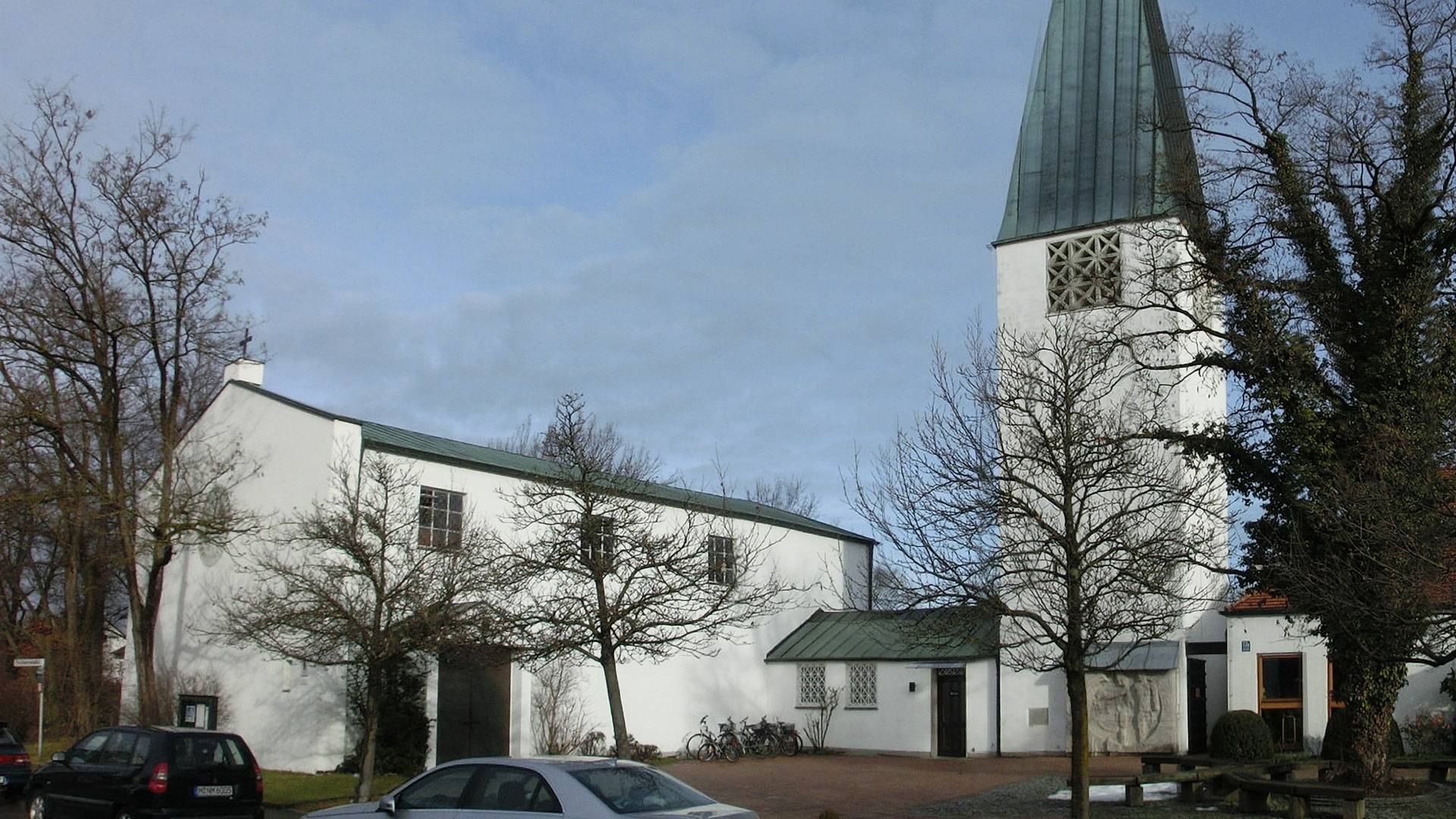
Die Genezareth-Kirche in Unterschleißheim

Die Genezareth-Kirche in Unterschleißheim ist ein im Jahr 1962 fertiggestelltes Kirchengebäude der Evangelisch-Lutherischen Kirche in Bayern.

## Geschichte

### Baugeschichte
Am 24. September 1961 wurde der Grundstein der Genezarethkirche gelegt. Eingeweiht wurde sie am 1. Advent 1962. Der Architekt war Wilhelm Becker. Inspiriert wurde Wilhelm Becker maßgeblich von Alfred Götzler, der 1920 die Grundidee zum Bau der Kirche gab.
Die Genezarethkirche ist 21 m lang, 11 m breit und hat mit der Empore etwa 250 Sitzplätze.
Der Turm der Genezarethkirche ist 35 m hoch. Die Skulptur am Turm stellt die Schöpfung des Menschen dar.
Das Altarbild wurde von Angela Gsänger gestaltet und stellt die Stillung des Sturmes auf dem See Genezareth dar.

### Pfarrerinnen und Pfarrer
- 1962 – Oktober 1970: Hans Penßel
- März 1971 – August 1982: Hans Herold
- Dezember 1972 – März 1981: Herbert Lange (2. Pfarrstelle zuständig für Unterschleißheim)
- März 1982 – September 2015: Karin Kittlaus (seit 1993 1. Pfarrstelle Unterschleißheim)
- September 1982 – November 2006: Hartmut Wolf (zuständig für Oberschleißheim)
- Februar 1985 – Dezember 1990: Susanne und Hans Joachim Scharrer (Pfarrer z. A. Stelle in Unterschleißheim)

Zum 1. Januar 1993 wurde Unterschleißheim eine eigene Kirchengemeinde
- Juli 1991 – August 1995: Ulrike Schlee (z. A. Stelle in Unterschleißheim)
- Februar 1995 – Juli 2000: Wolfram Nugel (neugeschaffene z. A. Stelle, zuständig für Gemeindeteil Haimhausen)
- März 1996 – März 2006: Christian Weigl (z. A. Stelle später umgewandelt in 2. Pfarrstelle in Unterschleißheim)
- März 2001 – Mai 2005: Elke Stamm (z. A. Stelle, zuständig für Gemeindeteil Haimhausen)
- November 2006 – Juni 2015: Thomas Lotz (2. Pfarrstelle in Unterschleißheim)
- März 2016 – Mai 2019: Patricia Hermann (2. Pfarrstelle in Unterschleißheim)
- Juni 2016 – September 2018: Christian Wendebourg (1. Pfarrstelle in Unterschleißheim)
- seit September 2019: Pfarrerin Mirjam Pfeiffer (1. Pfarrstelle in Unterschleißheim)
- September 2019 – März 2023: Pfarrerin Manuela Urbansky (2. Pfarrstelle in Unterschleißheim)
- ab September 2023 Pfarrerin Theresa Wilcsek (2. Pfarrstelle in Unterschleißheim, 50 % Dienstauftrag Jugendarbeit Region Ober-, Unterschleißheim, Garching)

## Ausstattung

### Geläut
| Glocke | Name                   | Schlagton | Inschrift                       |
| ------ | ---------------------- | --------- | ------------------------------- |
| 1      | Mahnungsglocke         | fis′      | Der Herr ist unser Richter      |
| 2      | Ruferglocke            | gis′      | Der Herr ist unser Meister      |
| 3      | Vaterunserglocke       | h′        | Der Herr ist unser König        |
| 4      | Tauf- und Sterbeglocke | cis″      | Der Herr hilft uns (Jes. 33,22) |

### Orgel

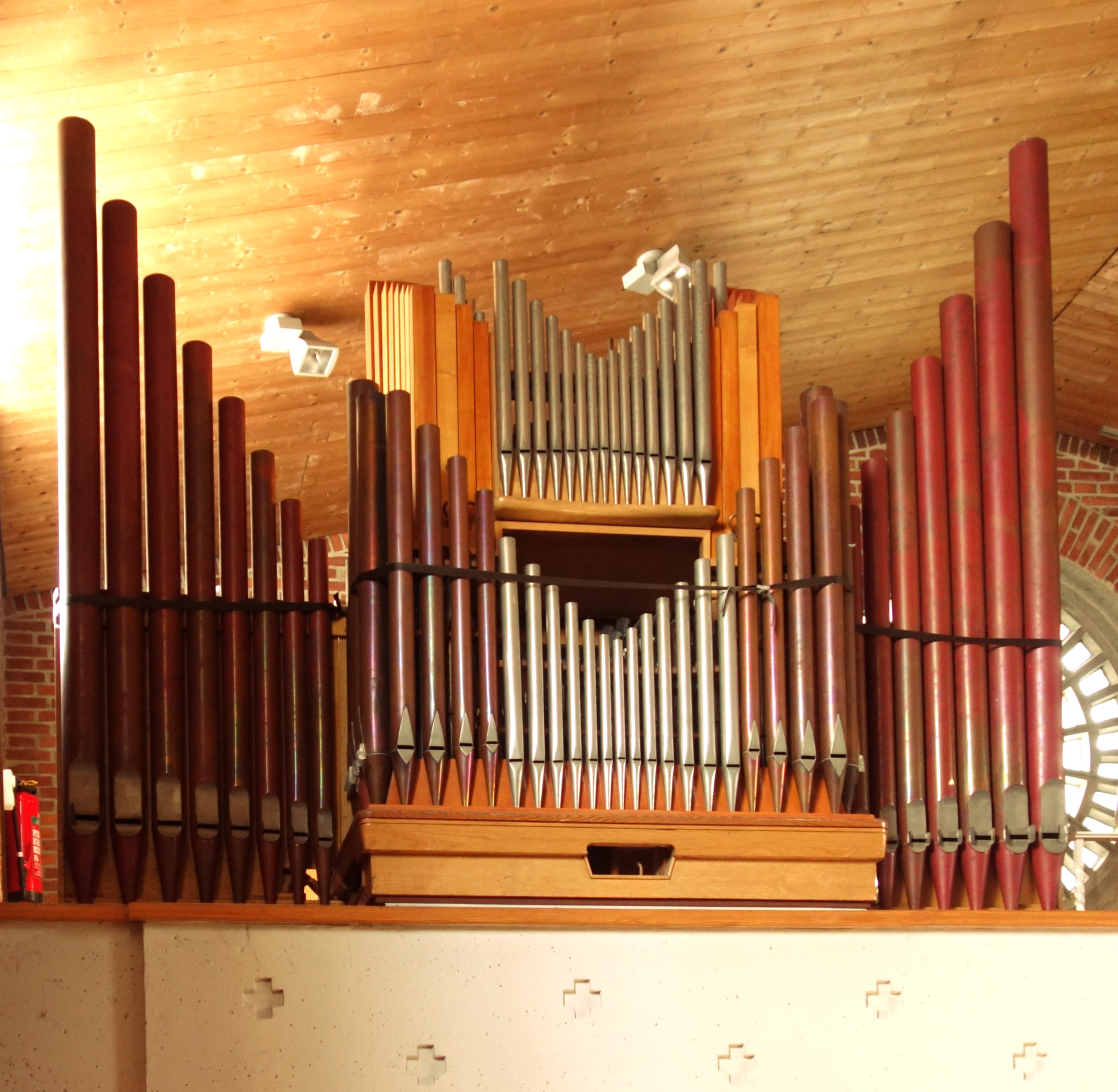
Die Rieger-Orgel

Die Orgel wurde 1958 durch die Firma Rieger Orgelbau für die Münchener Christuskirche gebaut. 1966 wurde sie in die Genezarethkirche transferiert und am 24. April 1966 durch den Dekan Georg Lanzenstiel wieder eingeweiht.
Sie hat 21 Register auf zwei Manualen und Pedal. Die Disposition lautet:
| I Manual C–c4  |        |
| Prinzipal      | 8′     |
| Rohrflöte      | 8′     |
| Octav          | 4′     |
| Spitzflöte     | 4′     |
| Quinte (ab g0) | 2 ⁄3′  |
| Offenflöte     | 2′     |
| Terz           | 1 3⁄5′ |
| Mixtur III     | 1 ⁄3′  |
| Tremulant      |        |

| II Manual C–c4 |       |
| Gedackt        | 8′    |
| Offenflöte     | 4′    |
| Prinzipal      | 2′    |
| Quinte         | 1 ⁄3′ |
| Octav          | 1′    |
| Zimbel         | 1⁄2′  |
| Krummhorn      | 8′    |
| Tremulant      |       |

| Pedal C–g1 |       |
| Subbaß     | 16′   |
| Gedacktbaß | 8′    |
| Pommer     | 4′    |
| Pommer     | 2′    |
| Rauschbaß  | 2 ⁄3′ |
| Rankett    | 16′   |

- Koppeln: II/I, I/P